# Maurice Vidal Portman
Maurice Vidal Portman (Canada, 21 marzo 1860 – 14 febbraio 1935) è stato un ufficiale britannico, noto soprattutto per aver documentato diverse tribù delle isole Andamane tra il 1879 e il 1901, quando fu nominato sovrintendente della colonia penale dell'isola di Andaman.

## Vita e carriera

### Nascita e gioventù
Portman è nato in Canada, terzo figlio di Maurice Berkeley Portman e Helen Vidal Harris. Suo padre era a sua volta il terzo figlio di Edward Portman, 1° Visconte Portman, ed Emma Portman, Baronessa Portman. Si unì alla Royal Indian Marine all'età di 16 anni e per un certo periodo fu responsabile dello yacht del viceré. Nel luglio 1879 fu stazionato a Port Blair nelle Isole Andamane e fu nominato Ufficiale in Carica degli Andamanesi, una posizione che mantenne per più di 20 anni con poche interruzioni (incluso da dicembre 1880 a dicembre 1883 in malattia, e da marzo 1887 a marzo 1888 in permesso).

### Port Blair
Durante il suo periodo come amministratore coloniale a Port Blair, Portman scattò un gran numero di fotografie degli Andamanesi, incluse alcune su richiesta del British Museum (a sue spese) e del Governo dell'India (ricevendo un compenso). Portman intraprese anche una spedizione verso l'Isola di North Sentinel per intraprendere un primo contatto con la tribù che l'abitava. Durante la spedizione, i Sentinelesi tentarono di fuggire appena stabilito il primo contatto visivo, ma il gruppo di Portman rapì due adulti e quattro bambini, portandoli nella capitale dell'Isola di South Andaman, Port Blair. Gli adulti morirono di malattia poco dopo essere arrivati a Port Blair, e Portman ordinò che i bambini fossero rispediti a North Sentinel dopo poche settimane, accompagnati da un gran numero di doni per gli abitanti. La malattia portata dai bambini al ritorno, che l'avevano contratta a Port Blair, è stata considerata da alcuni come la causa dell'ostilità mostrata dai Sentinelesi verso gli estranei, durante le spedizioni e i contatti avvenuti nei decenni successivi. Durante il suo periodo come amministratore coloniale, Portman notò l'impatto devastante che malattie esterne, come il vaiolo, avevano sugli Andamanesi.

### Ritorno in Gran Bretagna e morte
Il suo necrologio affermava che aveva un "fisico fragile" e soffriva di salute cagionevole. Dopo essersi ritirato come invalido nel 1901, tornò in Gran Bretagna dove si occupò di attività giornalistiche e "alcuni preziosi lavori per il servizio segreto" durante la Prima Guerra Mondiale. Era un membro dello Union Club. Non si sposò mai e non ebbe discendenti.